# OllyDbg
OllyDbg, efter upphovsmannen Oleh Yuschuk, är en 32-bitars avlusare på assemblernivå för x86-arkitekturen under operativsystemet Microsoft Windows. Tonvikten ligger på analys av binärer – särskilt när källkod ej finns tillgänglig. OllyDbg är allmänt sedd som en av de mest kraftfulla avlusarna, och används av många experter för att analysera malware, d.v.s. skadlig kod, men även av crackare för att kringgå skyddsmekanismer för upphovsrättsskyddad mjukvara.
Den senaste versionen utkom den 27 september 2013.